# Alena Gorbounova
Pour les articles homonymes, voir Gorbounova.
Alena Vladimirovna Kaoufman, née Gorbounova (en russe Алена Владимировна Горбунова ou Алена Владимировна Кауфман) le 30 juin 1987 à Iekaterinbourg, est une sportive handisport russe spécialisée dans le biathlon et le ski de fond.

## Palmarès
- Jeux paralympiques d'hiver de 2006
  -  Médaille d'or sur 7,5 km de biathlon[1]

- Jeux paralympiques d'hiver de 2010
  -  Médaille de bronze en biathlon, 3 km poursuite debout

- Jeux paralympiques d'hiver de 2014
  -  Médaille d'or sur 6 km de biathlon[2]
  -  Médaille d'or sur 10 km de biathlon[2]
  -  Médaille de bronze sur 1 km style libre en ski de fond.

## Distinctions
- Ordre du Mérite pour la Patrie